# Kylie Masse
Kylie Masse (Windsor (Ontario), 18 januari 1996) is een Canadese zwemster. Ze vertegenwoordigde haar vaderland op de Olympische Zomerspelen 2016 in Rio de Janeiro.

## Carrière
Op de Canadian Olympic Swimming Trials 2016 kwalificeerde Masse zich, op de 100 meter rugslag, voor de Olympische Zomerspelen 2016 in Rio de Janeiro. In Brazilië veroverde de Canadese, ex aequo met de Chinese, de bronzen medaille op de 100 meter rugslag. Op de 4x100 meter wisselslag eindigde ze samen met Rachel Nicol, Penelope Oleksiak en Chantal van Landeghem op de vijfde plaats.

## Internationale toernooien
| Jaar | Olympische Spelen                   | WK langebaan | WK kortebaan  | PanPacs | Gemenebestspelen | Pan-Ams |
| ---- | ----------------------------------- | ------------ | ------------- | ------- | ---------------- | ------- |
| 2016 | 100m rugslag · 5e 4x100m wisselslag |              | 6-11 december |         |                  |         |

## Persoonlijke records
Bijgewerkt tot en met 12 augustus 2016
Kortebaan
| Afstand         | Tijd    | Datum            | Plaats   |
| --------------- | ------- | ---------------- | -------- |
| 50m rugslag     | 26,65   | 13 februari 2016 | London   |
| 100m rugslag    | 56,55   | 11 februari 2016 | London   |
| 200m rugslag    | 2.04,44 | 12 februari 2016 | London   |
| 200m wisselslag | 2.10,93 | 21 februari 2015 | Victoria |

Langebaan
| Afstand         | Tijd    | Datum            | Plaats         |
| --------------- | ------- | ---------------- | -------------- |
| 50m rugslag     | 27,67   | 24 juni 2016     | Rome           |
| 100m rugslag    | 58,66   | 12 augustus 2016 | Rio de Janeiro |
| 200m rugslag    | 2.08,79 | 26 juni 2016     | Rome           |
| 200m wisselslag | 2.13,22 | 28 februari 2016 | Quebec         |